# Сира-Земля Мати
Сира-Земля Мати (серб. Маjка земља) — персоніфікований образ землі в слов'янській міфології. Земля вважалася матір'ю всіх живих істот і рослин, осередком родючості. Вважається, що грім будить її весною. Сира-Земля Мати просинається, молодіє, прикрашає себе квітами і зеленню, поширює життя, силу і молодість.
Образ Землі-Матері сягає глибокої давнини — щонайменше до праіндоєвропейскої епохи. Про це свідчать численні паралелі даного персонажу в міфологіях індоєвропейських народів: Деметра в грецькій, Анаїта в іранській, Жеміна в литовській та ін.
Із Землі (глини, праху), згідно з Біблією, апокрифами і народними легендами, створено тіло людини: душа її після смерті потрапляє в верхній світ, а тіло — в Землю (у білорусів є повір'я, що душа остаточно розлучається з тілом тоді, коли на труну впаде перша жменя землі).
Земля, за слов'янською традицією, є символом материнства і жіночого начала. Беручи в себе насіння, Земля вагітніє і дає новий урожай; вона загальна Мати і годувальниця: живих живить, а мертвих до себе приймає. У фольклорних текстах і фразеології вираз «Сира-Земля Мати» означає насамперед землю, запліднену небесною вологою. Відповідно, пересохла безплідна Земля порівнювалася із вдовою.
Для народної традиції характерні повір'я про те, що Земля закривається в дні «бабиного літа» і справляє свої «іменини», а відкривається на Благовіщення. «Іменини» Сирої-Землі Матері відмічали на Симона Зилота (23 травня), в Духів день (п'ятдесят перший день після Великодня, або у понеділок, що слідує за недільним днем Святої Трійці та П'ятидесятниці) і на Успіння (Обжинки) (28 серпня). У такі дні по відношенню до Землі дотримувалися численні заборони: не можна було копати, орати, боронувати, забивати кілки, бити по Землі.
У міру поширення християнства в народній свідомості виник паралелізм образу Землі-Матері з образом Богородиці. Так, в селянському побуті в XIX столітті образ землі, як землі-годувальниці, землі, що народжує, що плодоносить, прирівнювався, а іноді ототожнювався, з образом Богородиці. Так само земля зв'язувалася з образом Параскеви П'ятниці.
В українських замовляннях Землю називають Тетяною.